# Історія кінноти
Кіннота вперше з'явилась як нерегулярні війська у країнах Стародавнього Сходу. Вона була високо цінована за свою високу рухливість і маневровість, які, у поєднанні зі стрімким та потужним ударом, нерідко грали вирішальну роль у багатьох битвах. Кіннота мала здатність до самостійних дій на значній відстані від основних сил, могла долати великі відстані за короткий час, раптово з'являтися на флангах та в тилу супротивника, швидко розгортатися для бою, а також переходити від кінного до пішого строю. Ці якості давали кінноті можливість успішно вирішувати широкий спектр тактичних та оперативно-стратегічних завдань.

## Кіннота в давньому світі

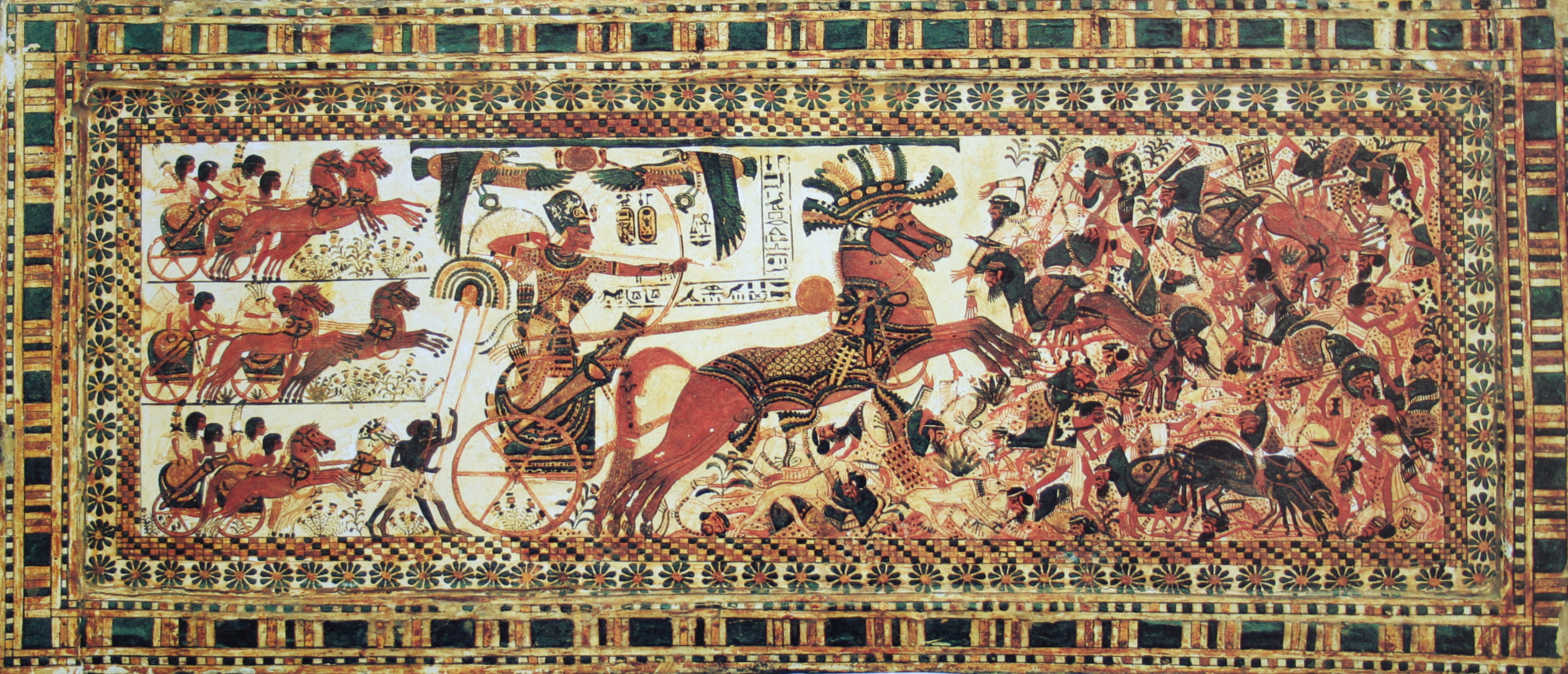
Кіннота Стародавнього Єгипту

Перші свідчення про використання коней на війні датуються Євразією між 4000 і 3000 роками до нашої ери. Шумерська ілюстрація війни 2500 р. до н.е. зображує якийсь вид коней, що тягнуть вози. До 1600 року до н.е. вдосконалена упряж і конструкція колісниць зробили колісничну війну поширеною на всьому Стародавньому Близькому Сході, а найдавнішим письмовим навчальним посібником для бойових коней був посібник з тренування колісничних коней, написаний близько 1350 року до н.е. Коли на зміну колісниці прийшла офіційна кавалерійська тактика, з'явилися і нові методи тренувань, і до 360 року до н.е. грецький кавалерійський офіцер Ксенофонт написав розлогий трактат про майстерність верхової їзди. Ефективність коней у бою також була революційно підвищена завдяки вдосконаленню технологій, таким як винайдення сідла, стремена і кінського нашийника.
На зорі свого існування, кіннота була представлена виглядом нерегулярних і недосвідчених військ. Вона виникла в Ассирії та Урарту в IX столітті до н.е. В Персію кіннота потрапила у VI столітті до н.е., де стала головним видом військ. Перська кіннота поділялась на важку, озброєну мечами та списами, і легку — з луками, дротиками та списами.
Ассирія є місцем походження кінноти як нового роду військ. Уже в IX столітті до н.е., вершники складали значну частину ассирійського війська. У своїх ранніх формах, вершники сідали на неосідланих конях, а пізніше було винайдено високе сідло без стремен. Вершники вели бій в парах: один озброєний луком, другий - списом та щитом. Мечі та булави також іноді були в озброєнні вершників. Проте, ассирійська кіннота ще була нерегулярна і не витіснила бойові колісниці.
В Урарту, колісниці були "аристократичними" бойовими одиницями, але через їх високу вартість почав виникати більш економічний рід військ. Оскільки військові дії в Урарту носили регулярний характер і військові походи проводилися щорічно, армія цієї країни була значною. Військо царя Ішпуїні складалося зі 100 колісниць, 10 тисяч кінних воїнів та 3 тисяч піших солдатів.

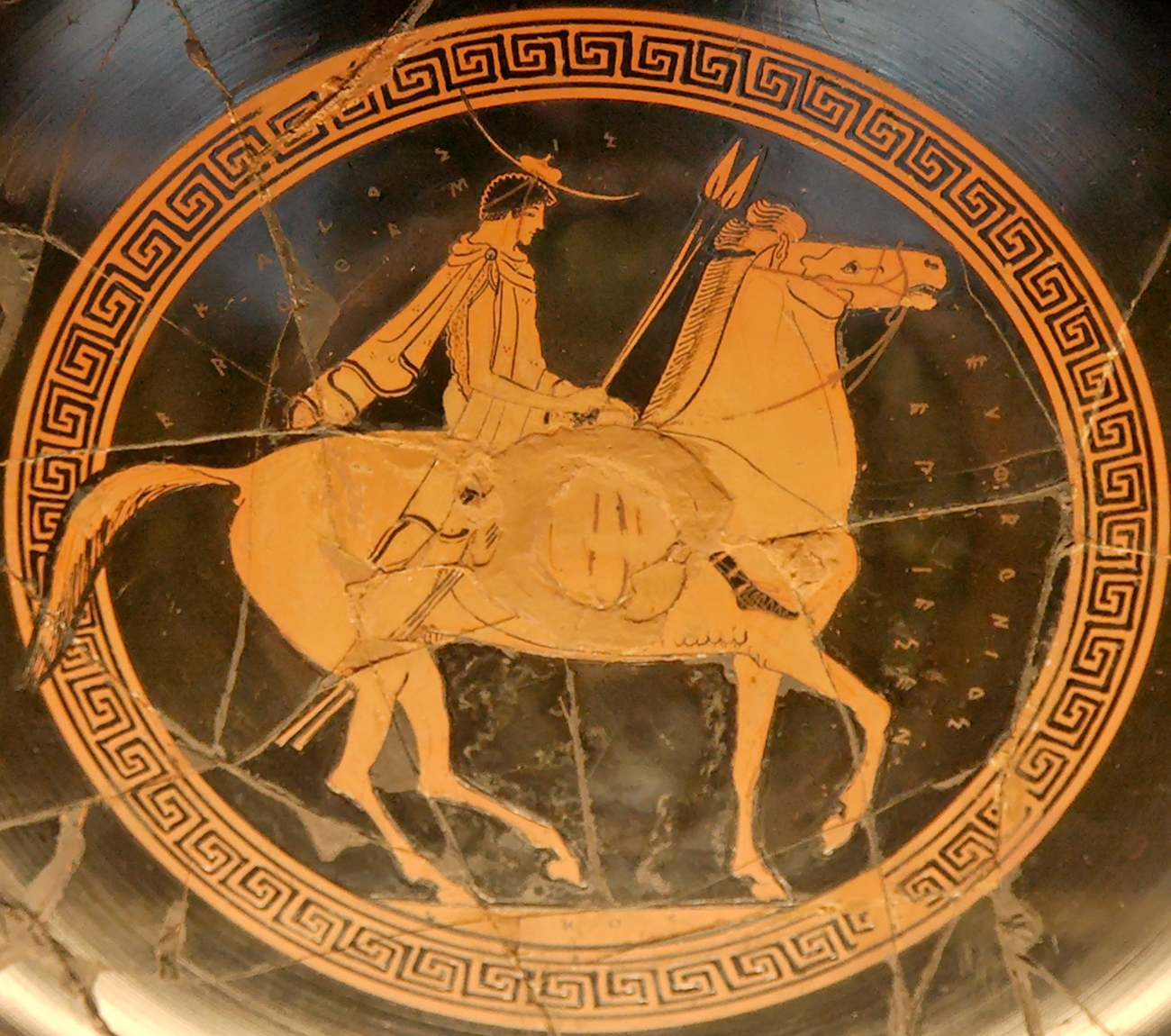
Кавалерист Еллади на червонофігурній чаші бл.500 р. до н. е..

Регулярна кіннота вперше була організована в Стародавній Греції. Оскільки грецька культура була сільськогосподарською, кінні загони були відносно малочисельними - лише близько 1 тисячі вершників у найбільшому місті, Афінах. Місто Олінф налічувало близько 600 вершників. Хоча інші міста-держави також мали кінноту, вона не мала значного практичного значення у битвах, де головну роль грали фаланги піших гоплітів.
Давня кіннота досягла піку свого розвитку у IV ст. до н. е. у війську Олександра Македонського. Кіннота була поділена на важку кінноту, відому як катафрактарії, союзну кінноту фессалійців, та легку допоміжну кінноту, що складалася з воїнів з варварських племен. Легка кіннота виконувала завдання розвідки, охорони та переслідування розбитого противника. Важка кіннота здійснювала головний удар у взаємодії з піхотою. Союзна кіннота греків займала проміжне місце в армії Олександра, але не грала значної ролі. Під командуванням Олександра Македонського кіннота вирішувала долю всіх основних битв в Азії, включаючи битви на річці Гранік, при Іссі, Гавгамелах.

Кіннотник Пізньої Римської імперії

У стародавніх римлян кіннота була допоміжним родом військ (основним вважалася піхота). Організаційно вона входила до складу легіонів і ділилася на турми — по 30 вершників кожна. На озброєнні кавалеристи мали списи і мечі; верховій їзді були навчені слабко; кінь служив їм, переважно, засобом пересування. На кінноту покладалися, здебільшого, функції розвідки та вирішення різних забезпечувальних завдань. Високі бойові якості мала карфагенська та союзна нумідійська кіннота, яка зіграла важливу роль у розгромі римської армії в битві при Каннах. Нумідійська кіннота була легкого типу та схожа на арабську.
Сильна кіннота була у парфян. Броньовані повністю парфянські вершники стали прообразом європейських лицарів пізнього часу. У битві при Каррах в 53 до н. е. вони зіграли важливу роль у розгромі римських легіонів під командуванням Красса. У південних слов'ян у VI-VIII ст. була нечисленна кіннота, яка сприяла пішим воїнам у досягненні перемоги.

## Середньовіччя

### Кіннота вЗахідній Європі

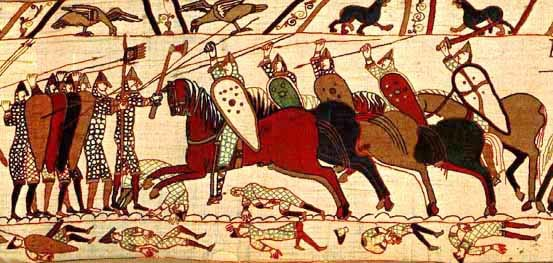
Лицарі раннього Середньовіччя

У Західній Європі (VIII — IX століття) головне значення в боях, з причини відсутності сильної піхоти, набула лицарська кіннота. Озброєні важкими списами і мечами, закуті в броню лицарі (але ще без коней), атакували противника, шикуючись у лінію або клином. Улюбленою формою бойового порядку лицарського війська був зрізаний клин («свиня»), передні ряди якого становили добірні лицарі, що рухалася за головним клином піхота і прикривалася з флангів і тилу 2-3 шеренгами важких вершників. Піхота довершувала розгром супротивника, пригніченого ударом щільної маси лицарів.

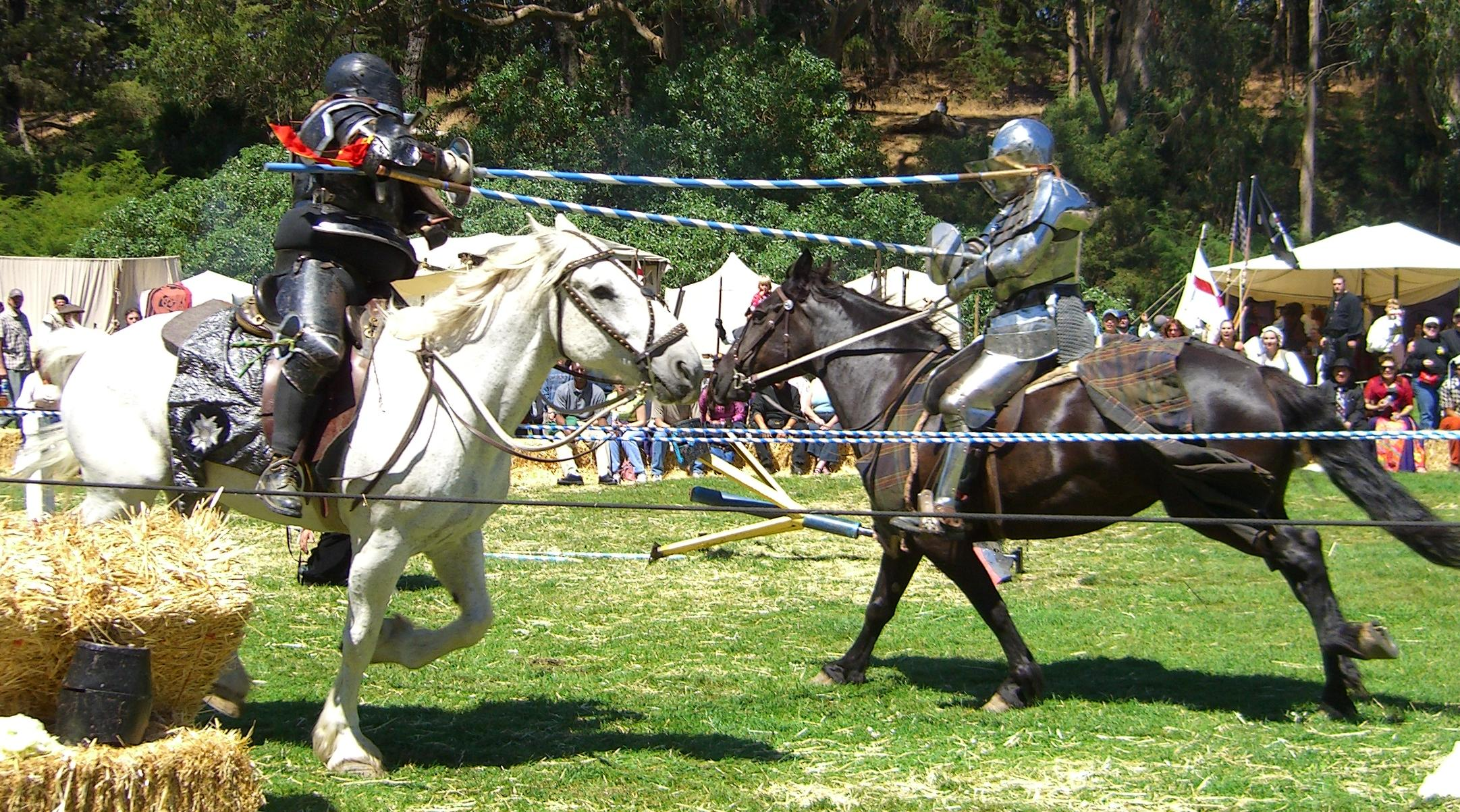
Лицарський турнір

З початку XV століття для захисту лицарі почали використовувати суцільні пластинчасті обладунки. Їх вага разом з кольчугою сягала 32 кг. Бронею-бардом захищалися також і коні. Важка, малорухлива лицарська кіннота була не здатна до ведення маневрових дій та переслідуванню легкоозброєного противника. Велика вага обладунків приводила до суттєвого обмеження рухливості воїна і в пішому бою, де легкоозброєний і більш маневровий противник отримував суттєву перевагу. Так само слід розуміти, що величезні, 2 метри у висоту (це при середньому тоді людському зростанні 150—160 см) і вагою близько тонни дестріє, в раннє середньовіччя тягали не менш величезні вози з суцільними колесами, не сильно обтяжувалися приліплений бронею і вагою вершника, а будь-кого хто стояв на шляху, навіть пронизані пікою чи списом, просто розчавлювали. Тільки поява неймовірно глибоких пікінерських шикувань вкупі зі значною кількістю арбалетників і аркебузирів епохи Ренесансу припинило повну гегемонію цих монстрів на полі бою.

### КіннотаКиївської Русі

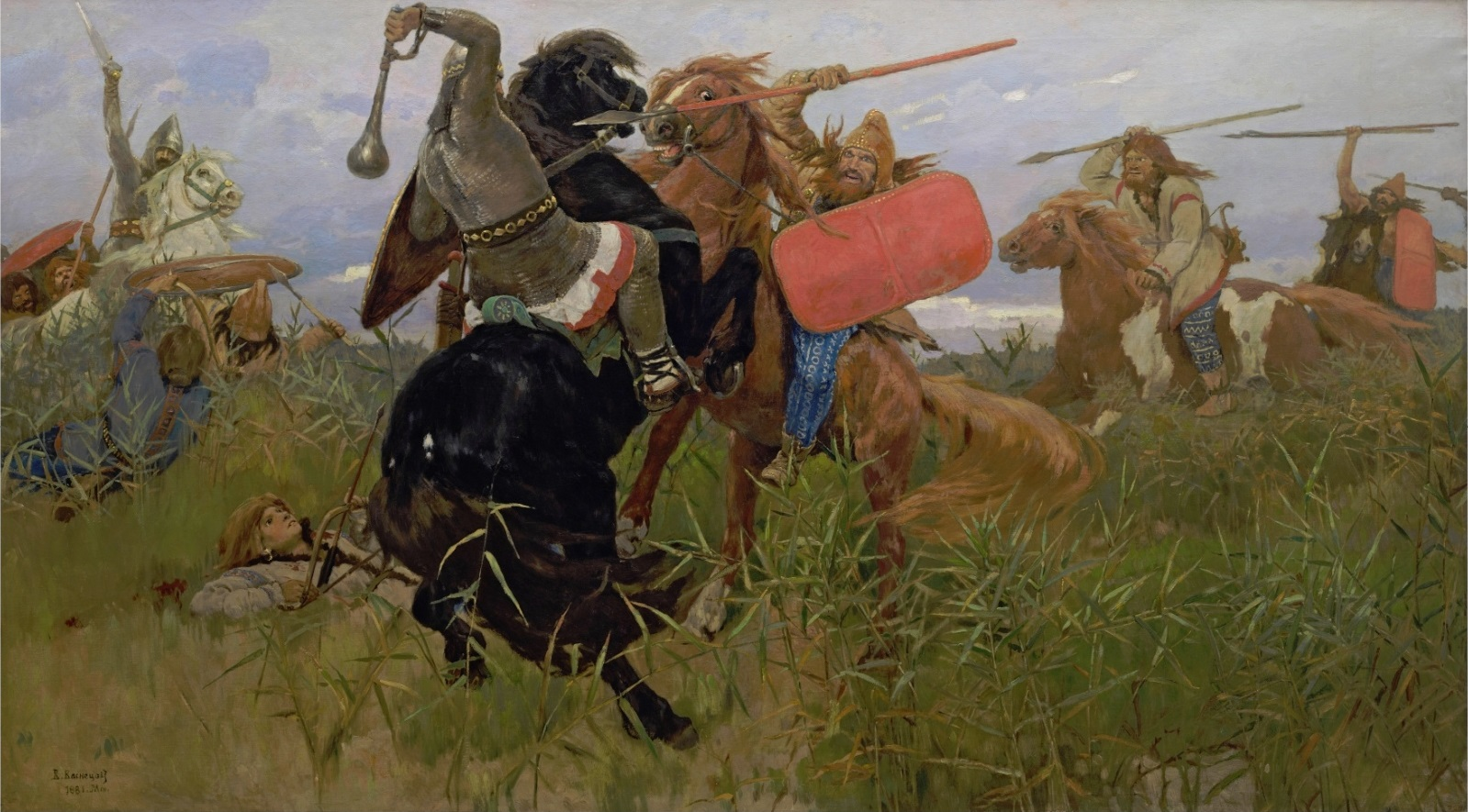
Картина Васнєцова «Бій скіфів зі слов'янами». Насправді скіфи жили на сотні років раніше і зустрітися зі слов'янами не могли.

У війську Київської Русі (IX — X століття) кіннота, якої спочатку не було, вже в X столітті становила основу княжих дружин. Платня сплачувалася сріблом, золотом та хутром. Зазвичай воїн отримував близько 8-9 київських гривень (понад 200 срібних дирхемів) на рік, однак до початку XI століття плата пересічному воїну становила 1 північну гривню, що набагато менше. З плином часу кіннота київських князів ставала більш численною і відігравала у боях все більшу роль. Важливе значення кіннота мала у війську Олександра Невського, коли він розгромив лицарів Тевтонського ордену у Льодовому побоїщі 1242 року. У Куликовській битві 1380 року засадний кінний полк московської раті Дмитра Донського вирішив результат бою з ординським військом.

### Кіннота уВізантійській імперії
Східна Римська імперія на початку свого існування зіткнулася з вестготами і гунами, найважливішими ударними силами яких служила саме кіннота. Візантійська імперія — східна частина колись великого Рима, що збереглася як єдине ціле після розпаду Західної Римської імперії, — досить швидко відреагувала на нову загрозу, створивши кінні частини і навчившись ефективно протидіяти як важкій кінноти, наприклад вестготів, так і легкокінним лучникам, що складали ядро гунських орд. Візантійська кіннота ділилася на три види; тяжкоозброєних в обладунках, озброєні легше, призначена в основному для коротких сутичок з ворогом, і, нарешті, кінні лучники. Широко використовувалася наймана кіннота, особливо гунська та загони подібної їй племінної кінноти з азійських степів та Східної Європи. Всі три елементи кінноти були важливі для армії, але особлива роль належала, як можна припускати, верховим стрільцям.

### Арабськакіннота
Одночасно з кіннотою Візантії розвивалася кіннота i у племен Аравійського півострова. Попри те що візантійці протягом перших трьох століть історії імперії (тобто з 395) постійно воювали, вони виявилися абсолютно неготовими до тактики мусульманського противника, який, вирвавшись з території Аравійського півострова, бурею промчав по візантійській території. Ці армії воїнів-кочовиків пересувалися на конях або на верблюдах і були, настільки ж звичні до ведення кінного бою, як описані Амміаном Марцелліном гуни. Однак не слід уявляти їх такими вже примітивними жителями пустелі, які не мали сучасного озброєння і не знали «цивілізованої» стратегії і тактики. Хоча багато з них боролися на конях і верблюдах як легкі вершники, відомо, що інші — заможніші воїни кінноти — билися в кольчугах і шоломах. Що ж до наявності у них ефективної стратегії і тактики, успіх арабів у перші століття їх військової історії говорить сам за себе. Як армія, в якій панівною силою служила кіннота, вони йшли від перемоги до перемоги, проти не настільки сильно релігійно мотивованого ворога, включаючи колись вельми і вельми могутніх, але видхлих персів і так само виснаженої війнами з Персією Візантійську імперію. Остання зуміла зупинити їх просування тільки в Малій Азії, втративши Близький Схід і всі володіння в Африці. На кілька наступних століть візантійці перейшли переважно до оборони, роблячи зміцнення кордонів. Тим часом араби-мусульмани продовжували представляти загрозу для Східної імперії. Авари, розгромлені в VIII столітті Шарлеманем, або Карлом Великим, більше не служили джерелом небезпеки для Заходу, проте на місце їх прийшли болгари, мадяри і слов'яни Стародавньої Русі. Іноді візантійські імператори намагалися переходити в наступ у різних землях басейну Середземного моря, однак якщо успіх і супроводжував їм, то ненадовго. Коли дозволяла місцевість, в ході завойовницьких походів візантійці продовжували застосовувати кінноту, хоча тепер уже майже завжди, як засіб підтримки більш численної піхоти.

### Нумідійськакіннота
Нумідійська кіннота була схожа на арабську. Нумідійська кіннота була легкого типу, відома, перш за все, завдяки пунічним війнам. Багато в чому нумідійська кіннота вирішила результат як першої пунічної війни при Каннах (Італія) на користь свого союзника — Ганнібала так і другої пунічної війні при Зааме (Північна Африка) на користь іншого союзника — Сципіона.

### Кіннота у гунів
Гуни використовували легких, маленьких і швидкохідних коней. Вони могли без втоми переходити великі відстані, хоча багато вершників-гунів користалися під час переходів і боїв кількома конями, міняючи їх, щоб зберегти силу тварин. Основними бойовими кіньми гунам служили кобили, оскільки молоко їх забезпечувало харчування воїнів під час кампаній, а також і тому, що кобилами легше керувати, ніж жеребцями. Можливо, ці коні — предки сьогоднішніх коней монголів, кобили яких мають у холці 125 см і яких можна доїти чотири або п'ять разів на день, отримуючи близько 250 г молока при кожному доїнні.

### Кіннота уварварів
Коні служили варварам не тільки для бою, але і були символом приналежності вершника до певного класу. У більшості германських племен той, хто міг дозволити собі мати коня, і той, хто вмів володіти їм, належав до еліти — військової, соціальної та політичної. Саме такий погляд на речі лежав в основі процесів, що допомагали кінноті цілих 1200 років панувати на полях битв. Кіннота займала найважливіші ролі, стратегічні і тактичні позиції в середньовічних арміях, оскільки в її лавах перебували найбагатші і самі титуловані представники тодішнього суспільства. Їх соціальний статус і верховенство, у свою чергу, забезпечували їх засобами та часом, необхідними для підготовки гарного кіннотника. Таким чином, коло як би замикалося. Але, що куди важливіше, кіннота дійство вела ефективно. У двох досить ранніх вестготських сутичках із силами Східної Римської імперії кіннота, вочевидь, навіть вирішила долю бою. У 378 р. біля Дібальтума кіннота завдала вирішального удару по римлянам, які до того успішно відбивали численні атаки ворожої піхоти. Ще більш вражаючим чином у розпал битви під Адріанополем, через кілька тижнів (у серпні того ж року. — Прим. Пер.), Вестготська кіннота вдарила в тил ослабленому лівому флангу римлян, розтрощивши його, обернувши його у втечу й збентеживши інші формування. Перемога під Адріанополем коштувала життя імператору Валенту і відкрила вестготам та іншим германським племенам шлях далі в глиб Римської імперії. Ні в тому, ні в іншому епізоді кіннота вестготів чисельно не перевершувала їх піхоти, проте довела здатність досягати вирішального перелому в битві. Тактику кінноти як «ударної ланки» взяли на озброєння і з успіхом застосовували далі як самі вестготи, так і інші варварські племена.

### Кіннота уфранків
Франки, які перейшли Північний Рейн і увігналися до межі Західної Римської імперії пізніше, ніж південні і східні племена, у результаті стали господарями Західної Європи. Військове мистецтво кіннотників вони пізнали також із запізненням в порівнянні з іншими. Однак до початку VI століття франки теж цілком звично воювали у сідлах — принаймні, частина франкської армії була представлена кіннотою. Такі комбіновані франкські війська билися в багатьох кампаніях і здобули чимало перемог, хоча в більшості випадків, як видається, вони використовували коней скоріше як засіб пересування і підтримки піхоти на полі бою. Так, наприклад, більшість боїв, які випали на долю Хлодвіга I (481 / 2 — 511), який об'єднав племена салічних та ріпуарських (рейн-ландських, або прирейнських) франків і фактично заснував династію Меровінгів, він провів у пішому строю, при цьому так само бився, як правило, і його супротивник. Франкська кіннота подорожувала до поля бою верхи, де спішувалися і билася поряд з піхотою, проте абсолютно ясно, що кіннотники за часів перших Меровінгів могли битися і верхи. Свідоцтво про тодішні діях кінних воїнів знаходимо у Григорія Турського (VI століття), який розповідає про двох суперників, Драголене та Гунтрама, які бились між собою: «Драголен пришпорив свого коня й на всьому скаку кинувся на Гунтрама. Але удар його не приніс успіху, бо спис тріснув, а меч його впав додолу. Потім Гунтрам підняв свій спис, вдарив Драголена в горло і вибив із сідла. І от коли Драголен звисав з коня, один з друзів Гунтрама пронизав його (Драголена) в бік і прикінчив».

### КіннотаЧингісхана

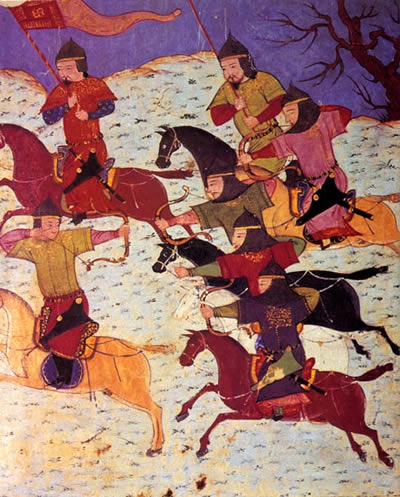
Кіннота Чингісхана

У XIII — XIV століттях високою боєздатністю відрізнялася легка і ударна монгольська кіннота Чингісхана і його наступників. Організаційно вона ділилася на десятки, сотні, тисячі і десятки тисяч (тумени). Головною зброєю вершників був лук; крім того, вони мали шаблі, списи, сокири і залізні палиці. Багато в чому, тактика монгольських військ була схожа на парфянських і перську: після заходу з флангів і тилу слідував виснажливий противника обстріл з далекобійних луків з подальшою нищівній атакою важкої кінноти.
Бойовий порядок кінних мас ділився на ліве і праве крила, передові загони і сильні резерви.

## Кіннота вНовий час

### Поява вогнепальної зброї
Поява в XIV столітті вогнепальної зброї і зростання у зв'язку з цим ролі піхоти і артилерії істотно відбилося на розвитку кінноти. У Західній Європі до кінця XV століття лицарська кіннота втратила своє значення.
У XVI столітті на перший план стала висуватися легка кіннота, озброєна вогнепальною зброєю. Це спричинило за собою зміну способів бойових дій кінноти: замість кінної атаки і удару холодною зброєю стала застосовуватися стрілянина шеренгами з коня (глибина шикування доходила до 10 і більше шеренг), висунутими по черзі з глибини бойового порядку. У XVI столітті в кінноти з'явилися драгуни, потім кірасири.
Велику реорганізацію у кінноти провів шведський король Густав II Адольф (1611–1632). Кіннота шведів (драгуни і кірасири) в бою шикувалася в 3-4 шеренги, в бойовому порядку армії розташовувалася в 2 лінії. При такому шикуванні кіннота знову перетворилася на потужну ударну силу, здатну здійснювати рішучі атаки і маневрувати на полі бою. Організаційно шведська кіннота складалася з кінних полків і ескадронів.
У XVII — XVIII століттях значний розвиток кіннота отримала і в інших державах Західної Європи. Її чисельність різко зросла і становило в ряді країн 50 % складу армії, а по Франції кінноти було в 1,5 раза більше, ніж піхоти. Кіннота в цей період поділялась на важку (кірасири), середню (драгуни, карабінери, кінні гренадери) і легку (гусари, улани і легкокінні полки). У XVII столітті кіннота всіх західноєвропейських армій (за винятком шведської) продовжувала застосовувати стрілянину з коня і вести атаку в низькому темпі.

### Кіннота запорозьких козаків

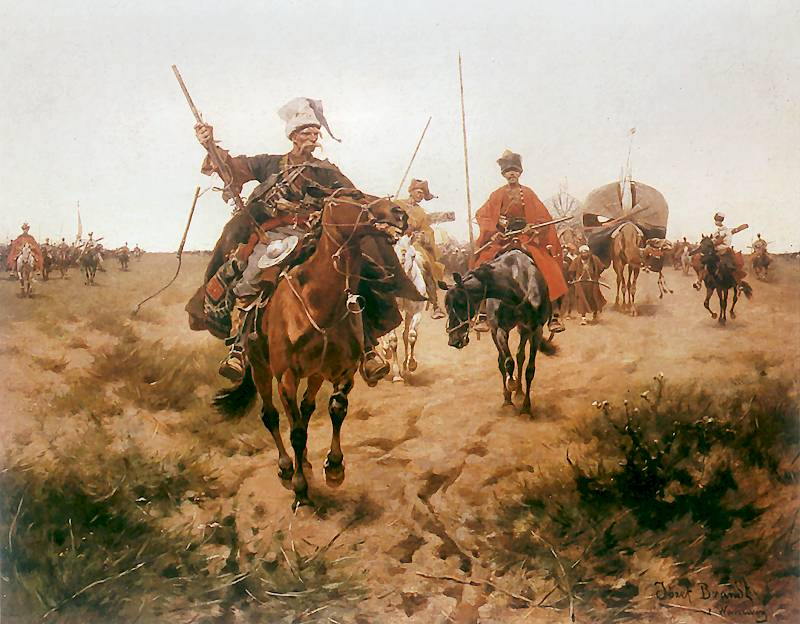
Кіннота запорозьких козаків

Козацьке військо складалося з піхоти, кінноти і артилерійських військ. Основою війська була козацька піхота. Елітної частиною війська була кіннота. За своїми бойовими якостями цей підрозділ становив найгрізнішу силу запорожців. Козацька кіннота являла собою легку кінноту. Кіннота запорозьких козаків була добре озброєна як вогнепальною — карабінами, бандолетами, так i холодною зброєю — шаблями, сокирами, кинджалами, келепами, баграми та ін.

### Кіннота в XIX столітті
З появою (XIX століття) масових армій кіннота у ряді країн стала підрозділятися на стратегічну і військову. Стратегічна кіннота призначалася для виконання завдань як самостійно, так і у взаємодії з іншими родами військ. Організаційно вона складалася з кінних бригад, дивізій і корпусів. Військова кіннота (від взвода до полку) організаційно входила в піхотні з'єднання (частини) і призначалася головним чином для розвідки, охорони і зв'язку.
В армії Наполеона I 1812 року було 4 кінних корпуси (близько 40 тисяч чоловік).
У війнах 2-ї половини XIX століття кіннота європейських армій діяла невдало, використовувалася без урахування зрослої міцності вогню, несла великі втрати. У результаті цього виникли сумніви в необхідності її подальшого існування. Однак досвід Громадянської війни в США 1861-65 показав, що при належній бойовій підготовці кіннота як і раніше здатна успішно вести бойові дії і в умовах застосування нарізної вогнепальної зброї, особливо здійснювати глибокі рейди по тилах і комунікаціях противника. Американська кіннота була добре підготовлена для бою в кінному і пішому строю. При спішені для заняття оборони кавалеристи вдавалися до самообкопування, а після відбиття атаки противника швидко переходили до дій в кінному строю.

## Перша світова війна
До початку Першої світової війни кіннота була єдиним рухомим родом військ і становила 8-10 % чисельності армій супротивних коаліцій. Вона призначалася для вирішення тактичних (Франція та інші держави) і оперативних (Німеччина) завдань. У Росії передбачалося оперативне і тактичне використання кінноти. Дії кінноти в ході війни внаслідок насичення армій артилерією, кулеметами і застосування військової авіації супроводжувалися великими втратами особового складу і коней і були малоефективними.
Одним з небагатьох прикладів застосування великих сил кінноти для розвитку успіху в оперативному масштабі є Свенцянський прорив 1915, в ході якого німецьке командування використовувало кавалерійську групу у складі 6 кінних дивізій.
Численна кадрова російська кіннота (36 кінних дивізій, 200 тисяч осіб), незважаючи на високу підготовку солдатів-вершників, навіть у початковий, маневрений період війни при деяких досягнутих успіхах все ж таки не відіграла значну роль. З настанням позиційного періоду бойові дії кінноти як рухомого роду військ, по суті, припинилися. Особовий склад кінних з'єднань і частин був спішений і вів бойові дії, як і піхота, з окопів. Російське військове командування не зуміло правильно використовувати численну кінноту в змінених умовах війни. Відмова від її масування на найважливіших напрямках призвів до розпорошення кінноти по всьому фронту, і в кінцевому рахунку кіннота стала забезпечувати дії інших родів військ. Таке використання кінноти було значною мірою наслідком її неправильного навчання ще в мирний час: на навчаннях головна увага приділялася атаці в зімкнутих кінних строях без належної вогневої підтримки; наступальні дії в піших строях, по суті, не відпрацьовували.
Після 1-ї світової війни у зв'язку з розвитком механізації і моторизації в іноземних арміях чисельність кінноти скоротилася, а до кінця 30-х років XX століття а в ряді великих держав вона як рід військ була, по суті, ліквідована. Незначне число кінних з'єднань і частин зберігалося аж до 2-ї світової війни лише в деяких країнах (Франція, Велика Британія, Італія, Румунія , Угорщина та інших). Винятком була Польща, де до початку війни було 11 кінних бригад.

## Друга світова війна

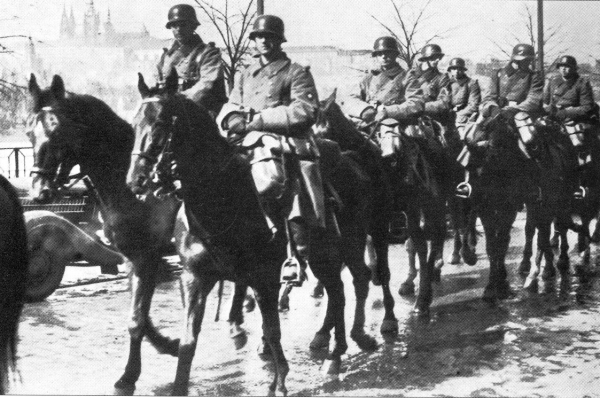
Німецька кіннота в окупованій Празі.

Ще до початку 2-ї світової відбулося скорочення числа кінних дивізій у Червоній Армії (з 1938 до початку 1941).
У Німецько-радянської війни кіннота, показала свою ефективність у зіткненнях з не великою вогневою міццю противника. Кіннота брала участь у більшості великих операцій. Влітку і восени 1941 кінні з'єднання вели важкі оборонні бої, прикриваючи відхід загальновійськових з'єднань, здійснювали контрудари і контратаки по флангах і тилу проривався угруповань противника, дезорганізовували його управління, підвезення матеріальних засобів та евакуацію.
По наполегливих вимогах Г. К. Жукова, радянське командування літом 1941 приступило до формування нових кінних дивізій. До кінця 1941 було додатково розгорнуто 82 кінні дивізії легкого типу, які стали зводитися в кінні корпуси, які підпорядковувалися фронтовому командуванню. При веденні наступальних операцій кінні корпуси використовувалися для розвитку прориву, оточення великих угруповань противника, боротьби з його оперативними резервами, порушення комунікацій, захоплення плацдармів на водних перешкодах і важливих районів (рубежів) в тилу, переслідування. У оборонних операціях вони становили маневрений резерв фронту і використовувалися, як правило, для завдавання контрударів.
У 1943 в ході реорганізації кінноти був призначений командувач кіннотою (С. М. Будьонний), утворений штаб кінноти (начальник штабу генерал В. Т. Обухов, потім генерал П. С. Карпачов), скасовані легкі кінні дивізії, проведено укрупнення дивізій, збільшена їх вогнева міць, посилені протитанкові засоби кінних корпусів. З 1943 стало широко практикуватися, що передбачалося ще у довоєнні роки використання деяких кінних корпусів у складі кінно-механізованих груп, які застосовувалися для розвитку успіху. Зростання в ході Німецько-радянської війни вогневої потужності військ змушувала кінноту нерідко вести бій у спішених бойових порядках. У наступі на противника, поспішно перейти до оборони, а при діях у його тилу застосовувалася також атака в кінному строю.
Досвід застосування кінноти в 2-й світовій і Німецько-радянської війни показав її велику вразливість при високому ступені насичення армій артилерією, мінометами, автоматичною стрілецькою зброєю, танками і авіацією. Найефективнішими в цих умовах були дії танкових і механізованих військ, які отримали значний розвиток.
На думку сучасного історика Олексія Ісаєва, застосування кінноти було двояким. По-перше, вона застосовувалася як «квазімотопехота» у складі рухомих з'єднань. Таке застосування кінноти було пов'язано з браком мотопіхоти. По-друге, через слабкість технічної бази того часу мотопіхота могла діяти лише на добре прохідній місцевості. У разі відсутності доріг або бездоріжжя мобільність мотопіхоти різко падала. У той же час мобільність кінноти значно менше залежала від стану місцевості. Співвідношення мобільності мотопіхоти і кінноти різна, і залежить від конкретних фізико-географічних умов.
Кіннота мала також одну важливу перевагу — менші вимоги до постачання. При відсутності пального мотопіхота змушена буде кидати техніку, а кіннота продовжить рух. Відповідно при деяких умовах (малопрохідна місцевість, невелика тривалість операції) застосування кінноти дозволяло збільшити глибину наступальної операції.
Недоліком кінноти є необхідність годувати коней весь час, тоді як автотранспорт вимагає пального лише під час його експлуатації. Споживання корму сильно підвищується в холодну погоду, а у сильні морози в польових умовах можлива масова загибель коней.
Загалом, можна сказати що кавалерія і мотопіхота добре доповнювали один одного.